# Hollanders (televisieprogramma)
Hollanders was een satirisch televisieprogramma van de Veronica Omroep Organisatie. Er zijn in totaal elf afleveringen van ongeveer 15 minuten uitgezonden tussen 9 oktober 1983 en 14 maart 1985 met een frequentie van ongeveer een maand. Op 27 maart 1987 werd nog een compilatie uitgezonden.
In het programma dat ging over alles wat met Hollanders te maken heeft werden grappen verwerkt in korte sketches door verschillende acteurs en actrices zoals Alexander Curly, Monique Emmen, Will Luikinga, Kees Schilperoort en Paul Vasseur. Ook werden er liedjes gezongen, gedichten voorgedragen en waren er korte slapstickfilmpjes. Aan het einde van de uitzending waren bloopers te zien. Het logo waren twee klompen. De titel van het programma was ook een verwijzing naar het nummer "Hollanders" van Alexander Curley dat in 1981 10 weken in de Top 40 stond met als hoogste plaats de 13e positie. De regie was in handen van Dick Kloosterman.
Komt een man bij de dokter heeft grote gelijkenis met het programma. Zo speelde Alexander Curley in Hollanders een huisarts net als Harald Masselink. Ook zijn aan het eind van de uitzending bloopers te zien.